# Monika Nickel
Monika Nickel (* 18. Juli 1957 in Würzburg) ist eine deutsche römisch-katholische Theologin, apl. Professorin für Mittlere und Neuere Kirchengeschichte und Studiendirektorin am Carl-Spitzweg-Gymnasium in Germering.

## Leben
1976 begann Nickel mit dem Studium der Katholischen Theologie, Germanistik und Kunstgeschichte in Würzburg. Seit ihrem zweiten Staatsexamen 1984 in den Fächern Katholische Religionslehre und Deutsch war sie als Gymnasiallehrerin in Oberbayern und Unterfranken tätig. Neben ihrem schulischen Dienst promovierte Monika Nickel 1997 zur doctor theologiae (Dr. theol.) und habilitierte sich 2003 im Fach Kirchengeschichte des Mittelalters und der Neuzeit an der Katholisch-Theologischen Fakultät der Universität Passau.
2007 wurde Nickel Lehrbeauftragte an der Philosophisch-Theologischen Hochschule der Salesianer Don Boscos in Benediktbeuern, hielt Lehrveranstaltungen an der Universität Passau ab und wirkte außerdem seit 2007 als Mitglied der Schulleitung und Lehrerin am Carl-Spitzweg-Gymnasiums in Germering. Im Jahr 2010 wurde sie zur außerplanmäßigen Professorin für Mittlere und Neuere Kirchengeschichte ernannt. Nickel lehrte im Jahr 2006/2007 in Münster, seit 1999 in Passau und bis zur Einstellung des Studienbetriebs an der Philosophisch-Theologischen Hochschule 2013 in Benediktbeuern.

## Publikationen (Auswahl)
- Predigt als Dialog. Die geschichtliche Realisierung des Dialogischen als Wesenszug christlicher Verkündigung (= Studien zur Theologie und Praxis der Seelsorge, 31), (Dissertation), Würzburg 1998
- Die Passauer Theologisch-praktische Monatsschrift. Ein Standesorgan des bayerischen Klerus an der Wende vom 19. zum 20. Jahrhundert (Habilitationsschrift), Passau 2004

Aufsätze:
- Das „Pellianum“ in Passau. Seine ersten Jahre unter Georg Pell, in: Ostbairische Grenzmarken 43 (2001) 201–232.
- Segen zwischen Konventionalität und Kontextualität. Orientierungsmarken für ein zeitgemäßes Segensverständnis aus der Geschichte des Christentums, in: Hans Bauernfeind u. Richard Geier (Hg.), Leben braucht Segen. Segensfeiern. Für alle, die segnen und gesegnet werden wollen, Freiburg i. Br.-Basel-Wien 2001, 29–54.
- Die Ermordung des Passauer Diözesanpriesters J.E. Winkler in den letzten Tagen des Zweiten Weltkriegs, in: Ostbairische Grenzmarken 45 (2003), 217–237.
- Die Theologisch-praktische Monatsschrift, Das Standesorgan des bayerischen Klerus an der Wende vom 19. zum 20. Jahrhundert – ein Vorläufer des Klerusblattes, Teil I in: Klerusblatt 85/9 (2005) 225–227, und Teil II in: Klerusblatt 85/10 (2005), 249–251.
- Die Philosophisch-Theologische Hochschule Freising zwischen 1933 und 1945, in: Dominik Burkard/Wolfgang Weiß (Hg.), Katholische Theologie im Nationalsozialismus. Institutionen und Strukturen, I/1, Würzburg 2007, 419–443.
- Jeder Krieg, auch der notwendigste auch der gerechteste, ist eine Wunde der christlichen Weltordnung. Kardinal Faulhaber und der Friedensbund deutscher Katholiken, in: Beiträge zur altbayerischen Kirchengeschichte L (2007) 267–296.
- Romano Guardini und die Professur für Religionsphilosophie und katholische Weltanschauung in Berlin, in: Dominik Burkard/Wolfgang Weiß (Hg.), Katholische Theologie im Nationalsozialismus. Institutionen und Strukturen, I/2, Würzburg 2011, 124–150.
- Jede Zeit ruft das Gottesvolk auf ihre Weise. Impulse aus der Kirchengeschichte, in: Walter Krieger/Balthasar Sieberer (Hg.), Ämter und Dienste. Entdeckungen Spannungen Veränderungen, Linz 2009, 229–267.
- Grundfragen und Tendenzen der Kirchengeschichte in der Gegenwart, in: La storiografia salesiana tra studi e documentazione nella stagione postconciliare a cura di Grazia Loparco e Stanislaw Zimniak, Roma 2014, 27–71 (einschl. der it. Übersetzung)
- Religiöse Bilder und Reformbewegungen. Aspekte des bildtheologischen Diskurses im westlichen Christentum bis in die Reformationszeit, in: Theologie und Glaube 1/2017, 36–54.
- Eine moraltheologische Marginalie? – Robert Linhardt (1895-1981), in: Burkard, Dominik/Weiss, Wolfgang/Hilpert, Konrad (Hg.), Katholische Theologie im Nationalsozialismus, Bd. 2/1, Disziplinen und Personen: Moraltheologie und Sozialethik, Mai 2019
- Klara Marie Fassbinder (1890-1974) – „ … ihr Glaube ist die Wurzel“, in: Vogl, Wolfgang / Walser, Sebastian, Geistliche Frauen des 20. Jahrhunderts, Berlin 2020, 128–153.
- Die Bekenntnisschule als Kampfplatz um die Seelen, in: Bischof, Franz Xaver/Götz, Roland, Merz, Johannes/Mokry Stefan (Hg.), 200 Jahre Erzbistum München und Freising 1821–2021. Neue Fragen an die jüngste Epoche der Diözesangeschichte, München 2022, 131–174.